# Brahe (planeta)
Brahe (55 Cancri c) – planeta pozasłoneczna orbitująca wokół gwiazdy Copernicus (55 Cancri), względnie niewielki gazowy olbrzym posiadający masę niewiele większą niż 1/6 masy Jowisza.

## Nazwa
Nazwa planety została wyłoniona w publicznym konkursie w 2015 roku. Upamiętnia ona Tychona Brahe, duńskiego astronoma którego precyzyjne obserwacje wsparły teorię heliocentryczną Kopernika (pomimo że sam Brahe proponował inny model). Nazwę tę zaproponowali członkowie Królewskiego Niderlandzkiego Stowarzyszenia Meteorologii i Astronomii (Koninklijke Nederlandse Vereniging voor Weer- en Sterrenkunde) z Holandii.

## Charakterystyka
Mimo tego, że Brahe jest trzecią planetą od głównej gwiazdy układu, znajduje się bliżej niej (o 1/3 odległości) niż Merkury od Słońca.
Początkowo wyznaczona orbita planety była silnie ekscentryczna; w punkcie najbliższym gwieździe (perycentrum orbity) odległość planety od gwiazdy miała być 2 razy mniejsza niż w punkcie najdalszym (apocentrum). Pojawiła się także sugestia, że sygnał interpretowany jako wywoływany przez planetę 55 Cnc c jest w rzeczywistości sygnałem rotacji gwiazdy wokół własnej osi, lecz ze wskazaniem, że interpretacja planetarna jest bardziej prawdopodobna. Hipotezy te zostały oddalone wraz z lepszym poznaniem struktury układu i odkryciem piątej planety.